# Diogo de Mendonça
Diogo de Mendonça (c. 1447 - 1516) foi um nobre português, Alcaide-mor do Castelo de Mourão. Esteve com o duque de Bragança na tomada de Azamor, em 1513. 

## Biografia
Era filho secundogénito de Afonso Furtado de Mendoça, Anadel-mor de besteiros, e de sua segunda mulher Beatriu de Vilaragut i Pardo de la Casta, filha do 3.º Barão de Olocau, etc, e bisneta por varonia dum primo-irmão do 1.º Duque de Milão.
É já referido como Fidalgo da Casa Real em 23 de Outubro de 1475, data em que "Pedro Carvalho, criado de Diogo de Mendonça" recebeu uma Carta de Perdão da Justiça Real.
Foi o 1.° Alcaide-Mor do Castelo de Mourão na sua família a 22 de Agosto de 1476, etc.
Sucedeu ao irmão Duarte Furtado de Mendonça como Anadel-Mor dos Besteiros do Conto a 15 de Março de 1494, cargo que seria extinto em 1499; assim, por carta régia de 11 de Março de 1500, recebeu uma tença anual de 92.000 reais, sendo 80.000 de compensação pelo ofício perdido e o restante pelo serviço dos expulsos Judeus de Mourão.
Entre 10 de Março de 1500 e 13 de Janeiro de 1511 foi nomeado Fidalgo do Conselho.
Segundo escreve Damião de Góis, na sua Crónica do Felicíssimo Rei D. Manuel, Diogo de Mendonça foi um dos fidalgos que acompanhou D. Jaime I, Duque de Bragança,  em 1513, na conquista de Azamor. 
A 28 de Maio de 1514, obteve um Alvará de D. Manuel I para o almoxarife de Moura não o constranger a pagar 15.000 réis das defesas de Mourão, porque deles se fez mercê.
A 30 de Dezembro de 1514 houve certidão que lhe confirma o direito a 50.000 reais anuais, pagos pelo almoxarifado de Moura, cuja importância já recebera.
Faleceu antes de 14 de julho de 1516, data da carta régia de D. Manuel I, confirmando a alcaidaria de Mourão em seu filho, Pedro de Mendonça (ou Mendoça).
Na sua Capela de Santa Maria da Graça, na Igreja de São Francisco de Évora estava uma campa antiga, sem armas, com a seguinte inscrição em letra gótica: «Aqui jaz Diº de M.ca Alc.mor q foy de Mourao e sua molher D. Britris dAlbergaria».

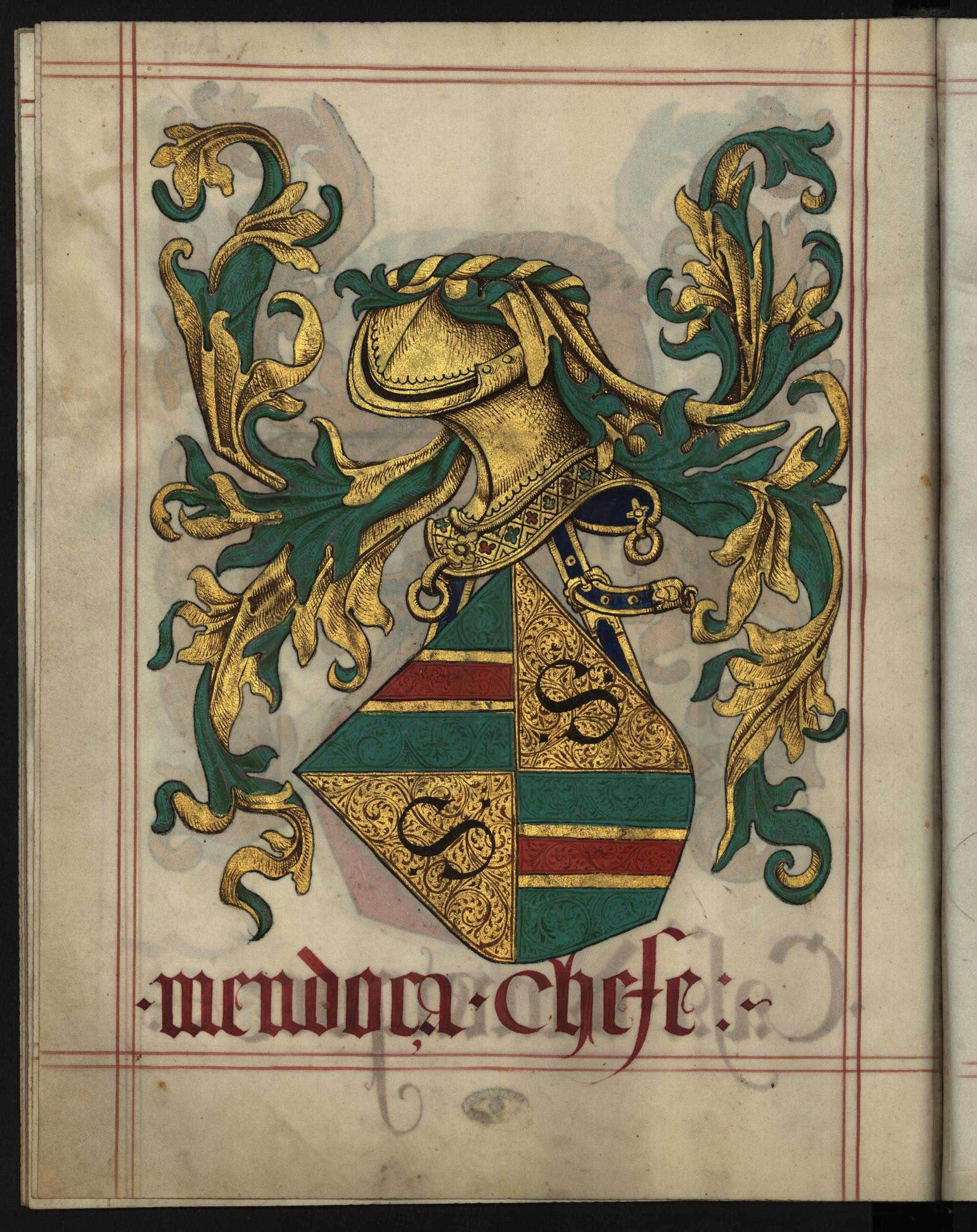
Armas da família Mendoça, no Livro do Armeiro-Mor

## Casamento e descendência
Casou com Brites ou Beatriz Soares de Albergaria, filha bastarda de Fernão Soares de Albergaria, senhor do Prado, e de Maria Gonçalves, mulher solteira de Alcafache. Beatriz Soares faleceu certamente depois de 10 de Julho de 1516, data em que, sendo já viúva de Diogo de Mendonça, recebeu uma tença real de 30.000 reais.
Do casamento, tiveram quatro filhos e três filhas:
- Francisco de Mendonça, que faleceu em vida de seu pai, antes de 1510; foi casado com D. Leonor de Almeida[1] (que casaria de novo, por contrato de 20.11.1510, com o 1.º conde de Tentúgal) - filha de D. Francisco de Almeida, 1.º vice-rei da Índia, e de sua mulher Beatriz Pereira - com quem teve duas filhas: 
  - Brites de Mendonça, falecida depois de 1584; casou em 1527 com D. Francisco de Sousa, Senhor dos morgados do Calhariz e Monfalim, falecido em 1552, com sucessão
  - Maria de Mendonça, casou com D. Duarte da Costa, governador-geral do Brasil

- Pedro de Mendonça, 2.º Alcaide-Mor do Castelo de Mourão na sua família, por carta de 14 de julho de 1517, esteve com seu pai na batalha de Azamor[6] e casou com D. Teresa de Lima, filha de D.Álvaro de Lima (da casa dos viscondes de Vila Nova da Cerveira)
- António de Mendonça, o "Martelo", casou com Beatriz de Paiva, filha de Bartolomeu de Paiva com Filipa de Abreu
- Cristóvão de Mendonça, capitão de Ormuz, casado, sem deixar geração[3]
- Isabel de Mendonça, casou com D. Juan Manuel de Villena, 3.º Senhor de Cheles
- Joana de Mendonça (c. 1500 - 1580), Duquesa de Bragança, pelo seu casamento, em 1520, com D. Jaime I, 4.º Duque de Bragança, do qual foi segunda mulher, com geração, nomeadamente:
  - D. Constantino de Bragança, 7.º vice-rei da Índia
  - D. Eugénia de Bragança, condessa de Tentúgal e marquesa de Ferreira, pelo seu casamento
- Margarida de Mendonça, casada com Jorge de Melo, Monteiro-Mor.